# École nationale supérieure de statistique et d'économie appliquée (Koléa)
 (décembre 2020).
L'École nationale supérieure de statistique et d'économie appliquée (ENSSEA), anciennement Institut national de la planification et de la statistique (INPS), est un établissement d'enseignement supérieur public algérien, basé dans la ville de Koléa (Wilaya de Tipaza) en Algérie.

## Historique
L'Institut des techniques de planification (ITP) a été créé par le décret N° 7 à 109 du 20 juillet 1970 dans le cadre de l’organisation N° 60-106 du 26 décembre 1969 portant création des Institut de technologie. Il avait pour mission de former des cadres indispensable à l’élaboration des plans nationaux de développement dans le domaine de la technique et d’analyse de l’économie.
L’institut a vu sa dénomination modifiée par le décret 72-133 du juillet 1972 à celle d’Institut des techniques de la planification et d’économie appliquée (ITPEA).
Ce décret a ensuite été modifié par le décret N°83-692 du 26 novembre 1983, l’érigeant en Institut National de Planification et de la Statistique (INPS), désormais sous la tutelle du ministère de l’enseignement supérieur et de la recherche scientifique.
Le décret 02-222 du 14 juillet 2008 portant transformation de l'INPS en école hors université sous la dénomination de : école nationale supérieure en statistique et en économie appliquée (ENSSEA).

## Mission
Sa mission est de former des techniciens supérieurs, des ingénieurs d’État, des magistères et des docteurs d’État en planification et statistique. Il contribue également à l’élaboration et la mise en œuvre de travaux de recherche en relation avec divers organismes publics nationaux et étrangers.
L’INPS était le seul institut en Algérie et parmi les rares établissements de formation et de recherche dans le domaine de la statistique et de l’économie appliquée en Afrique depuis 1970, pour assurer une mission bien précise à savoir, pourvoir les organes de planification d’alors en cadres capables d’assurer efficacement leurs missions.
Depuis son passage, en 1983, sous la tutelle du ministère de l’enseignement supérieur et de la recherche scientifique et en s’adaptant aux mutations que connaît l’économie nationale, l’INPS s’est fixé de nouveaux objectifs à savoir :
- assurer une formation scientifique de qualité intégrant les nouveaux enseignements en matière de statistique et d’économie appliquée ;
- former des cadres de haut niveau capables d’intervenir dans tous les secteurs de l’économie ;
- s’ouvrir sur le monde extérieur en encourageant le partenariat avec les institutions et les établissements universitaires étrangères ;
- encourager la recherche scientifique par la création et mise en place de laboratoires et d’équipes de recherche.

## Locaux
Depuis 2014, l'ENSSEA a changé de campus vers le nouveau pôle universitaire de Koléa (wilaya de Tipaza) à environ 24 km au sud-ouest d'Alger, en compagnie de 4 autres grandes écoles (ESC, EHEC , ESGEN et ENSM).
| periode         | nom       |
| --------------- | --------- |
| Taibouni        | 1991-1998 |
| Ahmed Zekane    | 2005-2023 |
| Rachid TOUMACHE | 2023-     |

## Admission
L'entrée à l'école est ouverte à tous les bacheliers.

## Formations
La formation se déroule en deux étapes : cycle préparatoire de deux ans, puis la tenue d'un concours national d'accès au deuxième cycle pour décrocher un diplôme de Master après trois ans de formation.
Cinq spécialités sont disponibles à l'école :
Finance des marchés et actuariat, 
Statistiques appliquée et économétrie, 
Économie appliquée et prospective, 
Statistiques et data science, Statistiques et prospective économique.